# John Lowe
John Lowe MBE (* 21. Juli 1945 in New Tupton, Derbyshire, England) ist ein britischer Dartspieler. Sein Spitzname lautet „Old Stoneface“.

## Werdegang

### Beginne und BDO
In den 1970er und 1980er Jahren war Lowe einer der bekanntesten Dartspieler Englands. In den Zeiten, in denen der Dartsport in Großbritannien immer populärer wurde, gelang es ihm jedoch nicht, an seinem größten Konkurrenten Eric Bristow vorbeizuziehen.
In die Geschichtsbücher des Dartsports trug sich Lowe am 13. Oktober 1984 ein, als ihm gegen Keith Deller das erste Nine dart finish gelang, das vor laufenden Kameras gespielt wurde. Er bekam dafür ein Preisgeld von 100.000 £.
Lowe gelangen außerdem zwei Siege beim prestigeträchtigen BDO World Masters, in den Jahren 1976 und 1980. Auch die News of the World Darts Championship konnte er 1981 für sich entscheiden.
Lowe ist zudem neben Phil Taylor der einzige Spieler, dem es gelang dreimal Weltmeister in drei unterschiedlichen Jahrzehnten zu werden. Seine Titel holte er sich in den Jahren 1979 gegen Leighton Rees, 1987 gegen Eric Bristow und 1993 gegen Alan Warriner. 1993 war er auch Gründungsmitglied des World Darts Council (WDC), heute bekannt als Professional Darts Corporation (PDC), die ihre eigene Weltmeisterschaft austrug. Er war damit der letzte Sieger einer vereinten Ausgabe einer Dart-Weltmeisterschaft bis zum Zusammenbruch der British Darts Organisation 2020. Weitere Finalteilnahmen bei der BDO-Weltmeisterschaft konnte Lowe 1978, 1981, 1982, 1985 und 1988 verzeichnen.

### PDC und Karriereausklang
Bei der PDC gewann er zwar keine großen Titel mehr, konnte aber in den 1990er- und frühen 2000er-Jahren weiterhin achtbare Ergebnisse erzielen. Unter anderem erreichte er Halbfinale bei der Weltmeisterschaft und dem World Matchplay. Im Jahr 2005 feierte er schließlich sein 30-jähriges Jubiläum als Profispieler.
Lowe nahm an 28 Weltmeisterschaften in aufeinander folgenden Jahren teil, bis er im Jahr 2005 sein letztes Match gegen den Kanadier John Verwey bestritt und im Tie-Break verlor. Alle seine Teilnahmen wurden im Fernsehen übertragen. Inzwischen konnten ihn Phil Taylor mit 29 und Steve Beaton mit 33 WM-Teilnahmen in Folge überholen. In den Folgejahren bis 2008 versuchte Lowe, wiederum an Weltmeisterschaften teilzunehmen, scheiterte jedoch stets in der Qualifikation. Zu sehen war er noch einmal bei der BetFred League of Legends 2008.
Mit 76 Jahren nahm er 2022 die Einladung zur Teilnahme an der ersten Ausgabe der World Seniors Darts Championship an. Hierbei verlor er chancenlos gegen den Qualifikanten Dave Prins und kündigte im anschließenden Interview an, dass es wohl auch sein letzter Auftritt bei dem Turnier gewesen sein dürfte. Er spielte daraufhin noch das World Seniors Darts Masters und das World Seniors Darts Matchplay, schied allerdings bei beiden Turnieren im ersten Spiel aus.

## Privates
John Lowe ist mit seiner Frau Karen verheiratet. 2005 wurde eine Autobiographie über Lowe mit dem Titel Old Stoneface veröffentlicht. Im Mai 2009 hat er ein Buch mit dem Titel The Art Of Dart herausgebracht, in dem er seine persönliche Sicht auf den Dartsport, sowohl auf Amateur- als auch auf Profibasis, aufzeigt.

## Weltmeisterschaftsresultate

### BDO
- 1978: Finale (7:11-Niederlage gegen  Leighton Rees) (Legs)
- 1979: Sieger (5:0-Sieg gegen  Leighton Rees) (Sätze)
- 1980: Achtelfinale (0:2-Niederlage gegen  Cliff Lazarenko)
- 1981: Finale (3:5-Niederlage gegen  Eric Bristow)
- 1982: Finale (3:5-Niederlage gegen  Jocky Wilson)
- 1983: Viertelfinale (3:4-Niederlage gegen  Keith Deller)
- 1984: Halbfinale (0:6-Niederlage gegen  Eric Bristow)
- 1985: Finale (2:6-Niederlage gegen  Eric Bristow)
- 1986: Viertelfinale (3:4-Niederlage gegen  Bob Anderson)
- 1987: Sieger (6:4-Sieg gegen  Eric Bristow)
- 1988: Finale (4:6-Niederlage gegen  Bob Anderson)
- 1989: Halbfinale (1:5-Niederlage gegen  Eric Bristow)
- 1990: Achtelfinale (2:3-Niederlage gegen  Ronnie Sharp)
- 1991: 1. Runde (2:3-Niederlage gegen  Peter Evison)
- 1992: Halbfinale (4:5-Niederlage gegen  Phil Taylor)
- 1993: Sieger (6:3-Sieg gegen  Alan Warriner)

### PDC
- 1994: Gruppenphase (3:2-Sieg gegen  Tom Kirby, aber 2:3-Niederlage gegen  Larry Butler)
- 1995: Halbfinale (4:5-Niederlage gegen  Phil Taylor)
- 1996: Halbfinale (1:5-Niederlage gegen  Phil Taylor)
- 1997: Gruppenphase (3:1-Sieg gegen  Paul Lim, aber 2:3-Niederlage gegen  Jamie Harvey)
- 1998: Gruppenphase (0:3-Niederlage gegen  Peter Manley und 0:3-Niederlage gegen  Gary Mawson)
- 1999: Achtelfinale (1:3-Niederlage gegen  Phil Taylor)
- 2000: Viertelfinale (3:5-Niederlage gegen  Dennis Smith)
- 2001: Achtelfinale (0:3-Niederlage gegen  Jamie Harvey)
- 2002: Achtelfinale (5:6-Niederlage gegen  Peter Manley)
- 2003: 2. Runde (1:4-Niederlage gegen  Les Fitton)
- 2004: 3. Runde (3:4-Niederlage gegen  Alan Warriner)
- 2005: 2. Runde (2:3-Niederlage gegen  John Verwey)

### WSDT
- 2022: Achtelfinale (0:3-Niederlage gegen  Dave Prins)

## Turnierergebnisse
| Turnier                             | 1976                       | 1977                       | 1978                       | 1979                       | 1980                       | 1981                       | 1982                            | 1983                            | 1984                            | 1985                            | 1986                            | 1987                            | 1988                            | 1989                            | 1990                            | 1991                       | 1992                       | 1993                           | 1994                           | 1995                           | 1996                           | 1997                           | 1998                           | 1999                           | 2000                           | 2001                           | 2002                           | 2003                           | 2004                           | 2005                           | ......             | 2022              |
| ----------------------------------- | -------------------------- | -------------------------- | -------------------------- | -------------------------- | -------------------------- | -------------------------- | ------------------------------- | ------------------------------- | ------------------------------- | ------------------------------- | ------------------------------- | ------------------------------- | ------------------------------- | ------------------------------- | ------------------------------- | -------------------------- | -------------------------- | ------------------------------ | ------------------------------ | ------------------------------ | ------------------------------ | ------------------------------ | ------------------------------ | ------------------------------ | ------------------------------ | ------------------------------ | ------------------------------ | ------------------------------ | ------------------------------ | ------------------------------ | ------------------ | ----------------- |
| BDO-Major-Turniere                  |                            |                            |                            |                            |                            |                            |                                 |                                 |                                 |                                 |                                 |                                 |                                 |                                 |                                 |                            |                            |                                |                                |                                |                                |                                |                                |                                |                                |                                |                                |                                |                                |                                |                    |                   |
| Weltmeisterschaft                   | n/a                        | n/a                        | F                          | S 1                        | AF                         | F                          | F                               | VF                              | HF                              | F                               | VF                              | S                               | F                               | HF                              | AF                              | AF                         | HF                         | S 2                            | nicht teilgenommen             | nicht teilgenommen             | nicht teilgenommen             | nicht teilgenommen             | nicht teilgenommen             | nicht teilgenommen             | nicht teilgenommen             | nicht teilgenommen             | nicht teilgenommen             | nicht teilgenommen             | nicht teilgenommen             | nicht teilgenommen             | nicht teilgenommen | n/a               |
| Butlins Grand Masters               | n/a                        | S                          | F                          | HF                         | HF                         | F                          | HF                              | VF                              | VF                              | HF                              | AF                              | nicht ausgetragen               | nicht ausgetragen               | nicht ausgetragen               | nicht ausgetragen               | nicht ausgetragen          | nicht ausgetragen          | nicht ausgetragen              | nicht ausgetragen              | nicht ausgetragen              | nicht ausgetragen              | nicht ausgetragen              | nicht ausgetragen              | nicht ausgetragen              | nicht ausgetragen              | nicht ausgetragen              | nicht ausgetragen              | nicht ausgetragen              | nicht ausgetragen              | nicht ausgetragen              | nicht ausgetragen  | nicht ausgetragen |
| World Matchplay                     | nicht ausgetragen          | nicht ausgetragen          | nicht ausgetragen          | nicht ausgetragen          | nicht ausgetragen          | nicht ausgetragen          | nicht ausgetragen               | nicht ausgetragen               | S                               | AF                              | AF                              | F                               | VF                              | nicht ausgetragen               | nicht ausgetragen               | nicht ausgetragen          | nicht ausgetragen          | nicht ausgetragen              | nicht ausgetragen              | nicht ausgetragen              | nicht ausgetragen              | nicht ausgetragen              | nicht ausgetragen              | nicht ausgetragen              | nicht ausgetragen              | nicht ausgetragen              | nicht ausgetragen              | nicht ausgetragen              | nicht ausgetragen              | nicht ausgetragen              | nicht ausgetragen  | nicht ausgetragen |
| British Professional                | nicht ausgetragen          | nicht ausgetragen          | nicht ausgetragen          | nicht ausgetragen          | nicht ausgetragen          | F                          | F                               | HF                              | F                               | F                               | R1                              | AF                              | R1                              | nicht ausgetragen               | nicht ausgetragen               | nicht ausgetragen          | nicht ausgetragen          | nicht ausgetragen              | nicht ausgetragen              | nicht ausgetragen              | nicht ausgetragen              | nicht ausgetragen              | nicht ausgetragen              | nicht ausgetragen              | nicht ausgetragen              | nicht ausgetragen              | nicht ausgetragen              | nicht ausgetragen              | nicht ausgetragen              | nicht ausgetragen              | nicht ausgetragen  | nicht ausgetragen |
| British Matchplay                   | VF                         | VF                         | S                          | VF                         | ?                          | VF                         | HF                              | HF                              | kein Major-Turnier              | kein Major-Turnier              | kein Major-Turnier              | kein Major-Turnier              | kein Major-Turnier              | kein Major-Turnier              | kein Major-Turnier              | kein Major-Turnier         | kein Major-Turnier         | kein Major-Turnier             | kein Major-Turnier             | kein Major-Turnier             | kein Major-Turnier             | kein Major-Turnier             | kein Major-Turnier             | nicht ausgetragen              | nicht ausgetragen              | nicht ausgetragen              | nicht ausgetragen              | nicht ausgetragen              | nicht ausgetragen              | nicht ausgetragen              | nicht ausgetragen  | nicht ausgetragen |
| World Masters                       | S                          | VF                         | AF                         | VF                         | S                          | F                          | R3                              | HF                              | AF                              | VF                              | R3                              | F                               | F                               | R1                              | HF                              | VF                         | R3                         | nicht teilgenommen             | nicht teilgenommen             | nicht teilgenommen             | nicht teilgenommen             | nicht teilgenommen             | nicht teilgenommen             | nicht teilgenommen             | nicht teilgenommen             | nicht teilgenommen             | nicht teilgenommen             | nicht teilgenommen             | nicht teilgenommen             | nicht teilgenommen             | nicht teilgenommen | n/a               |
| WDF-Platin-/Major-Turniere          |                            |                            |                            |                            |                            |                            |                                 |                                 |                                 |                                 |                                 |                                 |                                 |                                 |                                 |                            |                            |                                |                                |                                |                                |                                |                                |                                |                                |                                |                                |                                |                                |                                |                    |                   |
| News of the World Ch'ship           | n/q                        | HF                         | n/q                        | n/q                        | HF                         | S                          | nicht für Endrunde qualifiziert | nicht für Endrunde qualifiziert | nicht für Endrunde qualifiziert | nicht für Endrunde qualifiziert | nicht für Endrunde qualifiziert | nicht für Endrunde qualifiziert | nicht für Endrunde qualifiziert | nicht für Endrunde qualifiziert | nicht für Endrunde qualifiziert | nicht ausgetragen          | nicht ausgetragen          | nicht ausgetragen              | nicht ausgetragen              | nicht ausgetragen              | nicht ausgetragen              | n/q                            | nicht ausgetragen              | nicht ausgetragen              | nicht ausgetragen              | nicht ausgetragen              | nicht ausgetragen              | nicht ausgetragen              | nicht ausgetragen              | nicht ausgetragen              | nicht ausgetragen  | nicht ausgetragen |
| WDF World Cup                       | n/a                        | AF                         | n/a                        | VF                         | n/a                        | S                          | n/a                             | HF                              | n/a                             | AF                              | n/a                             | R3                              | n/a                             | R3                              | n/a                             | S                          | n/a                        | n/t                            | n/a                            | n/t                            | n/a                            | n/t                            | n/a                            | n/t                            | n/a                            | n/t                            | n/a                            | n/t                            | n/a                            | n/t                            | n/t                | n/a               |
| WDF Europe Cup                      | n/a                        | n/a                        | S                          | n/a                        | R2                         | n/a                        | n/t                             | n/a                             | S                               | n/a                             | S                               | n/a                             | R2                              | n/a                             | R2                              | n/a                        | F                          | n/a                            | n/t                            | n/a                            | n/t                            | n/a                            | n/t                            | n/a                            | n/t                            | n/a                            | n/t                            | n/a                            | n/t                            | n/a                            | n/t                | n/t               |
| PDC-Ranking-Turniere                |                            |                            |                            |                            |                            |                            |                                 |                                 |                                 |                                 |                                 |                                 |                                 |                                 |                                 |                            |                            |                                |                                |                                |                                |                                |                                |                                |                                |                                |                                |                                |                                |                                |                    |                   |
| Weltmeisterschaft                   | nicht ausgetragen          | nicht ausgetragen          | nicht ausgetragen          | nicht ausgetragen          | nicht ausgetragen          | nicht ausgetragen          | nicht ausgetragen               | nicht ausgetragen               | nicht ausgetragen               | nicht ausgetragen               | nicht ausgetragen               | nicht ausgetragen               | nicht ausgetragen               | nicht ausgetragen               | nicht ausgetragen               | nicht ausgetragen          | nicht ausgetragen          | nicht ausgetragen              | GP                             | HF                             | HF                             | GP                             | GP                             | AF                             | VF                             | AF                             | AF                             | R2                             | R2                             | R2                             | n/t                | n/t               |
| UK Open                             | nicht ausgetragen          | nicht ausgetragen          | nicht ausgetragen          | nicht ausgetragen          | nicht ausgetragen          | nicht ausgetragen          | nicht ausgetragen               | nicht ausgetragen               | nicht ausgetragen               | nicht ausgetragen               | nicht ausgetragen               | nicht ausgetragen               | nicht ausgetragen               | nicht ausgetragen               | nicht ausgetragen               | nicht ausgetragen          | nicht ausgetragen          | nicht ausgetragen              | nicht ausgetragen              | nicht ausgetragen              | nicht ausgetragen              | nicht ausgetragen              | nicht ausgetragen              | nicht ausgetragen              | nicht ausgetragen              | nicht ausgetragen              | nicht ausgetragen              | R3                             | R1                             | AF                             | n/t                | n/t               |
| World Matchplay                     | nicht ausgetragen          | nicht ausgetragen          | nicht ausgetragen          | nicht ausgetragen          | nicht ausgetragen          | nicht ausgetragen          | nicht ausgetragen               | nicht ausgetragen               | nicht ausgetragen               | nicht ausgetragen               | nicht ausgetragen               | nicht ausgetragen               | nicht ausgetragen               | nicht ausgetragen               | nicht ausgetragen               | nicht ausgetragen          | nicht ausgetragen          | nicht ausgetragen              | R1                             | HF                             | AF                             | R1                             | R1                             | R1                             | VF                             | AF                             | HF                             | R1                             | R1                             | n/q                            | n/t                | n/t               |
| World Grand Prix                    | nicht ausgetragen          | nicht ausgetragen          | nicht ausgetragen          | nicht ausgetragen          | nicht ausgetragen          | nicht ausgetragen          | nicht ausgetragen               | nicht ausgetragen               | nicht ausgetragen               | nicht ausgetragen               | nicht ausgetragen               | nicht ausgetragen               | nicht ausgetragen               | nicht ausgetragen               | nicht ausgetragen               | nicht ausgetragen          | nicht ausgetragen          | nicht ausgetragen              | nicht ausgetragen              | nicht ausgetragen              | nicht ausgetragen              | nicht ausgetragen              | VF                             | n/q                            | R1                             | HF                             | R1                             | R1                             | n/q                            | n/q                            | n/t                | n/t               |
| WSDT-Major-Turniere (Senioren-Tour) |                            |                            |                            |                            |                            |                            |                                 |                                 |                                 |                                 |                                 |                                 |                                 |                                 |                                 |                            |                            |                                |                                |                                |                                |                                |                                |                                |                                |                                |                                |                                |                                |                                |                    |                   |
| Weltmeisterschaft                   | nicht ausgetragen          | nicht ausgetragen          | nicht ausgetragen          | nicht ausgetragen          | nicht ausgetragen          | nicht ausgetragen          | nicht ausgetragen               | nicht ausgetragen               | nicht ausgetragen               | nicht ausgetragen               | nicht ausgetragen               | nicht ausgetragen               | nicht ausgetragen               | nicht ausgetragen               | nicht ausgetragen               | nicht ausgetragen          | nicht ausgetragen          | nicht ausgetragen              | nicht ausgetragen              | nicht ausgetragen              | nicht ausgetragen              | nicht ausgetragen              | nicht ausgetragen              | nicht ausgetragen              | nicht ausgetragen              | nicht ausgetragen              | nicht ausgetragen              | nicht ausgetragen              | nicht ausgetragen              | nicht ausgetragen              | nicht ausgetragen  | AF                |
| World Matchplay                     | nicht ausgetragen          | nicht ausgetragen          | nicht ausgetragen          | nicht ausgetragen          | nicht ausgetragen          | nicht ausgetragen          | nicht ausgetragen               | nicht ausgetragen               | nicht ausgetragen               | nicht ausgetragen               | nicht ausgetragen               | nicht ausgetragen               | nicht ausgetragen               | nicht ausgetragen               | nicht ausgetragen               | nicht ausgetragen          | nicht ausgetragen          | nicht ausgetragen              | nicht ausgetragen              | nicht ausgetragen              | nicht ausgetragen              | nicht ausgetragen              | nicht ausgetragen              | nicht ausgetragen              | nicht ausgetragen              | nicht ausgetragen              | nicht ausgetragen              | nicht ausgetragen              | nicht ausgetragen              | nicht ausgetragen              | nicht ausgetragen  | AF                |
| World Masters                       | nicht ausgetragen          | nicht ausgetragen          | nicht ausgetragen          | nicht ausgetragen          | nicht ausgetragen          | nicht ausgetragen          | nicht ausgetragen               | nicht ausgetragen               | nicht ausgetragen               | nicht ausgetragen               | nicht ausgetragen               | nicht ausgetragen               | nicht ausgetragen               | nicht ausgetragen               | nicht ausgetragen               | nicht ausgetragen          | nicht ausgetragen          | nicht ausgetragen              | nicht ausgetragen              | nicht ausgetragen              | nicht ausgetragen              | nicht ausgetragen              | nicht ausgetragen              | nicht ausgetragen              | nicht ausgetragen              | nicht ausgetragen              | nicht ausgetragen              | nicht ausgetragen              | nicht ausgetragen              | nicht ausgetragen              | nicht ausgetragen  | AF                |
| Karrierestatistiken                 |                            |                            |                            |                            |                            |                            |                                 |                                 |                                 |                                 |                                 |                                 |                                 |                                 |                                 |                            |                            |                                |                                |                                |                                |                                |                                |                                |                                |                                |                                |                                |                                |                                |                    |                   |
| Jahresendplatzierung                | ?                          | 2                          | 1                          | 1                          | 3                          | 2                          | 2                               | 5                               | 2                               | 2                               | 2                               | 2                               | 2                               | 3                               | ?                               | 4                          | 6                          | 8                              | ?                              | 4                              | unbekannt                      | unbekannt                      | unbekannt                      | unbekannt                      | unbekannt                      | 13                             | 13                             | unbekannt                      | unbekannt                      | unbekannt                      | –                  | ?                 |
| Verband                             | British Darts Organisation | British Darts Organisation | British Darts Organisation | British Darts Organisation | British Darts Organisation | British Darts Organisation | British Darts Organisation      | British Darts Organisation      | British Darts Organisation      | British Darts Organisation      | British Darts Organisation      | British Darts Organisation      | British Darts Organisation      | British Darts Organisation      | British Darts Organisation      | British Darts Organisation | British Darts Organisation | Professional Darts Corporation | Professional Darts Corporation | Professional Darts Corporation | Professional Darts Corporation | Professional Darts Corporation | Professional Darts Corporation | Professional Darts Corporation | Professional Darts Corporation | Professional Darts Corporation | Professional Darts Corporation | Professional Darts Corporation | Professional Darts Corporation | Professional Darts Corporation | –                  | WSDT              |

| Legende zu den Turnierergebnissen | Legende zu den Turnierergebnissen | Legende zu den Turnierergebnissen | Legende zu den Turnierergebnissen | Legende zu den Turnierergebnissen | Legende zu den Turnierergebnissen | Legende zu den Turnierergebnissen | Legende zu den Turnierergebnissen | Legende zu den Turnierergebnissen | Legende zu den Turnierergebnissen |
| --------------------------------- | --------------------------------- | --------------------------------- | --------------------------------- | --------------------------------- | --------------------------------- | --------------------------------- | --------------------------------- | --------------------------------- | --------------------------------- |
| n/t                               | nicht teilgenommen                | n/q                               | nicht qualifiziert                | n/a                               | nicht ausgetragen                 | #R                                | Aus in jeweiliger Runde           | GP                                | Aus in der Gruppenphase           |
| AF                                | Achtelfinalist                    | VF                                | Viertelfinalist                   | HF                                | Halbfinalist                      | F                                 | Turnierfinalist                   | S                                 | Turniersieger                     |

## Titel

### BDO
- Majors
  - Weltmeisterschaft: (3) 1979, 1987, 1993
  - World Masters: (2) 1976, 1980
  - News of the World Darts Championship: (1) 1981
  - MFI World Matchplay: (1) 1984

- Sonstige
  - British Pentathlon: (10) 1976, 1978, 1979, 1980, 1982, 1983, 1984, 1985, 1986, 1987
  - Butlins Grand Masters: (1) 1977
  - BDO Gold Cup: (3) 1978, 1979, 1982
  - BDO Nations Cup: (8) 1979, 1980 (jeweils mit Eric Bristow und Tony Brown), 1982 (mit Bristow und Bobby George), 1983 (mit Bristow und Dave Whitcombe), 1984 (mit Bristow und Keith Deller), 1986 (mit Bristow und Cliff Lazarenko), 1987, 1988 (jeweils mit Bristow und Bob Anderson)
  - World Team Matchplay: (2) 1979, 1980 (jeweils mit Eric Bristow und Tony Brown)
  - British Matchplay: (2) 1978, 1985
  - Dry Blackthorn Cider Masters: (2) 1983, 1986
  - World Challenge: (2) 1984, 1985 (jeweils mit der englischen Mannschaft)
  - MFI World Pairs: (1) 1986 (mit Bob Anderson)

### WDF
- Platinum-Kategorie
  - WDF World Cup Einzel: (2) 1981, 1991
  - WDF World Cup Doppel: (6) 1977, 1979, 1983, 1985, 1987, 1989 (jeweils mit Eric Bristow)
  - WDF World Cup Teams: (5) 1979 (mit Eric Bristow, Tony Brown und Bill Lennard), 1981 (mit Bristow, Brown und Cliff Lazarenko), 1983 (mit Bristow, Keith Deller und Dave Whitcombe), 1987 (mit Bristow, Lazarenko und Bob Anderson), 1991 (mit Bristow, Phil Taylor und Alan Warriner)
  - WDF World Cup Gesamtwertung: (7) 1979, 1981, 1983, 1985, 1987, 1989, 1991 (jeweils mit der englischen Mannschaft)
  - WDF Europe Cup Einzel: (3) 1978, 1984, 1986
  - WDF Europe Cup Doppel: (2) 1978, 1986 (jeweils mit Eric Bristow)
  - WDF Europe Cup Teams: (5) 1980 (mit Eric Bristow, Tony Brown und Cliff Lazarenko), 1984, 1986 (jeweils mit Bristow, Lazarenko und Dave Whitcombe), 1990 (mit Bristow, Phil Taylor und Bob Anderson), 1992 (mit Taylor, Anderson und Alan Warriner)
  - WDF Europe Cup Gesamtwertung: (7) 1978, 1980, 1984, 1986, 1988, 1990, 1992
- Open-Turniere
  - British Open: (2) 1977, 1988
  - Denmark Open: (5) 1978, 1979, 1982, 1985, 1987
  - Australian Grand Masters: (1) 1985
  - Pacific Masters: (1) 1985
  - Canadian Open: (3) 1986, 1987, 1989
  - French Open: (1) 1986
  - Finnish Open: (1) 1992

### Andere
- Golden Gate Classic: (1) 1978
- Golden Arrow: (1) 1981
- Darts World Knockout Cup: 1982 (1)
- Challenge of Champions: (2) 1985, 1986
- North American Open: (2) 1985, 1987
- Autumn Gold Cider Masters: (1) 1987